# 黎泽潮
黎泽潮（1962年9月—），安徽省东至县人，安徽师范大学传媒学院教授，安徽师范大学传媒学院硕士学位授权点负责人，安徽师范大学传媒学院原科研副院长。黎泽潮本科毕业于华东师范大学中文系，随后就被分配到安徽师范大学中文系任教，后来先后参与该校新闻学、广告学专业的创建，并被破格提拔为教授。2012年，黎泽潮在职获得安徽师范大学文学博士学位。他主要研究传播理论与实务、广告美学与批评、媒介经营与管理、公共关系等方向。2014年底，豆瓣网网友指出黎泽潮所作《〈因话录〉校笺》涉嫌大规模、低水平抄袭。黎泽潮的《〈因话录〉校笺》之前在全国高等院校古籍整理研究工作委员会立项。2015年1月，全国高等院校古籍整理研究工作委员会认定黎泽潮《〈因话录〉校笺》涉嫌抄袭，此书的立项资格被取消，全部资助经费被追回，黎泽潮也受到通报批评。2015年1月6日，安徽师大校方通过微博宣布，“經過校方調查，黎澤潮被認定為學術抄襲”。13日，媒体报道安徽师大已经免去其副院长职务。黎泽潮还面临着中国共产党的党内处罚和行政处罚，媒体报道其导师资格或将不保。

## 生平
黎泽潮1984年毕业于华东师范大学中文系，随即被分配到安徽师范大学中文系任教。1993年，黎泽潮参与创办安徽师大新闻学专业，2002年又参与创办该校的广告学专业。2006年，黎泽潮主持了安徽师范大学申报传播学硕士点的工作，2010年他又牵头为安徽师大申报新闻传播学硕士学位授权一级学科点。他被破格提拔为教授。后来担任了安徽师范大学传媒学院的科研副院长、传媒学院硕士学位授权点负责人，安徽师范大学传媒与文化创意研究中心主任、安徽师范大学学位委员会委员。此外，黎泽潮还是中国广告协会学术委员会委员、中国高等教育广告教育研究会理事、国家社科基金项目通讯评审专家、安徽省高校职称评审（新闻传播类）专家库成员、全国大学生广告艺术大赛安徽省评审专家组组长。2009年，黎泽潮开始在职攻读安徽师范大学文学博士学位，2012年获得学位，导师为丁放，专业为中国古代文学，研究方向为元明清文学，博士论文题目为《明清小说评点的文化传播学研究》。

### 涉抄事件
2014年11月14日，豆瓣网网友“luming”在豆瓣网黎泽潮《〈因话录〉校笺》对应页面下发布笔记，称此书抄袭了他的硕士论文。“luming”的真实身份是中华书局编辑、复旦大学中文系硕士鲁明，他在2010年提交了硕士学位论文《因话录研究》。鲁明称，黎泽潮校笺说明的一部分、几乎整个的校记、附录抄袭了他的硕士论文，而黎泽潮却丝毫没有提到鲁明的硕士论文。《因话录》是唐代人所编的笔记小说集，研究者不多。鲁明对媒体说，此书没有善本，校书只能依据类书、笔记、方志等处的引文进行他校；这类书籍，不同的校书者找到的他校材料不同，读书的体会也不同，校记就算有一些暗合，但绝不会雷同到如此程度（校记的位置、数量高度吻合，黎泽潮的校记几乎没有超出鲁明论文的新校记）。鲁明还指出，黎泽潮的笺注并没有怎么抄他的硕士论文，但是抄了很多百科、辞典来注释地名和人名。此外，鲁明的硕士论文使用的是繁体中文，黎的专著使用了简体中文，繁体到简体的转换中出现了很多错误，如鲁文的“言談行止”变成了“言歌行止”，“僧侣俗講”误作“僧侣俗蒲”，“建築佈局”成了“建桑怖局”。网友怀疑黎泽潮使用了OCR，电脑识别失误造成了这些问题。同一天，另一名网友发布微博，指黎泽潮的著作还抄了上海师范大学2010年硕士学位论文、史佳楠的《赵璘因话录研究》。
11月15日上午，《新京报》采访了黎泽潮，黎泽潮否认自己抄袭，表示他的著作中引用之处都有注明，符合学术规范，经得起调查。面对记者，他还发下毒誓：“如果有抄袭，我出门就被车撞死”。对于鲁明所说的错字问题，黎泽潮表示，他和鲁明两人参考的是不同前人的研究成果，“错字连篇”不成立。当天晚上，黎泽潮在自己实名认证的微博上发布多条信息，说他“迷恋传统文化，但所学不精”，著书过程中借鉴了鲁明的研究成果，但没有致谢，因此向鲁明道歉。鲁明对媒体说，当晚黎泽潮已给他打电话亲自道歉，并承诺将公开道歉；黎泽潮公开道歉后，鲁明表示不再追究此事。黎泽潮的这些微博，并不认定他自己的做法是学术抄袭。很快上海师范大学人文学院文化典籍系主任、史佳楠的导师张剑光教授发布微博，称安徽师大传媒学院内部人士透露，学院认定此事不是抄袭，只是"个人学术纠纷"，黎泽潮不会受到惩罚，黎泽潮准备起诉《新京报》。《新京报》撰写报道的记者回应，报道均有证据，不惧对簿公堂。
11月18日，事情继续发酵。多名网友就黎泽潮的其它著作、论文进行了调查，并在网上发布了结论，认为黎泽潮从1997年到2012年间撰写的若干论文、著作、教材有抄袭嫌疑。例如，黎泽潮《公共关系总论》被指大量抄袭熊源伟《公共关系学》（修订版）。11月22日，安徽师范大学传媒学院表示准备邀请第三方专家对此事进行调查鉴定，澎湃新闻报道全国高等院校古籍整理研究工作委员会也已开始调查此事。安徽师范大学传媒学院党委书记胡靖告诉记者，学校“对黎泽潮不做行政处理”并不属实。媒体还提到，黎泽潮《广告美学研究》第五编疑似整章抄袭北京大学出版社2004年9月出版的《广告心理学教程》，胡靖表示此事安徽师大、安徽省教育厅已做过调查，不是抄袭。黎泽潮身为传媒学院教授，主要研究广告、传媒，却承担古籍整理的学术工作，有网友戏称他是“神跨界”，教育部全国高校古籍整理研究工作委员会负责人称只要学科相关就可以申报，而且黎泽潮的博士专业就是古代文学，申报材料也较为规范，通过了投票评选等程序。不过，黎泽潮《〈因话录〉校笺》涉抄案在平面媒体上报道不多，只是在网络上受到较多关注。
2015年1月6日，媒体报道，全国高等院校古籍整理研究工作委员会认定黎泽潮《〈因话录〉校笺》涉嫌抄袭，此书的立项资格被取消，全部资助经费被追回，黎泽潮也受到通报批评。全国高等院校古籍整理研究工作委员会表示，接获报道后他们即组织两名专家进行鉴定。两名专家均认定黎泽潮抄袭了鲁明的硕士论文。一名专家通过实验，认定黎泽潮使用中国知网专用阅读器CAJViewer中“文字选择”工具直接复制鲁明的硕士论文（鲁明的硕士论文可在中国知网“中国优秀硕士学位论文全文数据库”中下载全文），由于这一工具尚不成熟，复制出的文字错误很多，专家试验得到的错字与黎泽潮文中的错字一致，说明黎不仅抄袭，还懒于校对。另一名专家则逐句审查，发现鲁明论文中引用《四库全书总目》“其书虽体近小说”脱漏了“体”字，黎文也漏了“体”字；黎泽潮把鲁明论文中的部分内容修改了措辞，但往往改是为非；这名专家的结论是“《校笺说明》除了最后一页自述学历经历部分以及最后一段交代全书结构之外，全出于抄袭。文中提及其‘推崇考辨’，不知考辨在何处？”两名专家第一次给出鉴定结论后，黎泽潮按要求上交了一份说明材料，辩解称自己的书校记、笺注、标点正文部分都与鲁明不同；《校笺说明》虽借用了鲁明的内容，但按照学术规范，常识性内容可以不标识引用。黎的辩解没有得到两位专家的赞同。专家第二次鉴定的意见是，校记和笺注并非网上争执的焦点，黎泽潮以校记和笺注为重点以论证自己的书与鲁明的论文不同，有避重就轻之嫌；黎泽潮的校记与鲁明的校记区别主要在写法，实质内容是一样的，“与《校笺说明》中的公然抄袭相比，这种有意抄袭而又泯灭痕迹的做法，实际上更为恶劣。”专家还说，校勘古书除了列出异文，更重要的是表达校书人的倾向性意见，但黎泽潮抄袭时常常把鲁明文中“定是非”的内容删去；黎泽潮笺注条目中“安禄山”“政和公主”等没有抄袭鲁明，抄了百度百科。此外，专家表示，就算没有抄袭，黎泽潮的研究也达不到结项所要求的学术水准。黎泽潮申请立项时，立项书中声称自己的学术专长是“古代文学”，预计研究成果为20万字，并表示“黎泽潮近年主要从事古籍整理研究工作，教学任务相对较轻，专力做好本项目的时间有充分的保障”，项目参加者还有丁放，安徽师大文学院在申请表上评价黎“具有深厚的专业功底，完全具备承担本课题研究的能力和条件”，安徽师大科研处表示“同意对申请人在研究周期内完成预期工作提供信誉保证”。而实际上，《〈因话录〉校笺》中并未提到丁放参加了此书的工作，20万字的成果变成了6万字，黎泽潮并没有多少古籍整理的经历，主要研究的也不是古代文学。2015年1月6日，安徽师大校方通过微博宣布，“經過校方調查，黎澤潮被認定為學術抄襲”。13日，媒体报道安徽师大已经免去其副院长职务。黎泽潮还面临着中国共产党的党内处罚和行政处罚，媒体报道其导师资格或将不保。

## 学术
黎泽潮的主要研究领域是传播理论与实务、广告美学与批评、媒介经营与管理、公共关系等，他也从事相关的教学工作。他出版了《广告美学研究》《公共关系总论》两部专著（后者为编著），另外合著了《广告创意思维》《广告也经典》《网络公共关系》。他主编了《广告公司经营与管理》《广告文案写作技法研究》《广播电视广告概论》三部教材，还参加了《广告心理学教程》《公共关系学》两部教材的编写。黎泽潮在《现代传播》《新闻战线》《新闻大学》《现代广告》《中国广告》《修辞学习》等期刊上发表了多篇论文。2014年11月，黎泽潮《〈因话录〉校笺》涉抄一事遭到报道后，有一些网友指称黎的若干专著、教材、论文涉嫌抄袭。
黎泽潮主持了多个科研项目。2013年开始的“安徽文化产业竞争力提升的路径与方法研究”获得安徽省政府重大研究课题立项。同年的“消费主义背景下公众的媒介素养研究”是中国广播电视协会2013年媒介素养专项课题。2010年主持的“经济发展方式转变背景下的安徽文化创意产业发展战略研究”被评为2009-2010年安徽省哲学社科规划项目。2007年的“国际化的复合型广告人才培养模式研究”是安徽省2007年度高等学校省级教学研究项目，“内陆省份党报广告传播与经营”获评安徽省教育厅人文社科研究项目。此外，2006年至2008年，他的三个教材编写项目分别获得安徽师范大学教材建设基金。2010年获得中华人民共和国教育部全国高校古籍整理研究工作委员会立项的“《因话录》校笺”被认定涉嫌抄袭，立项被取消，2万元人民币科研经费被追回，黎泽潮也被通报批评。